# غاستورنيس جايسلينسيس

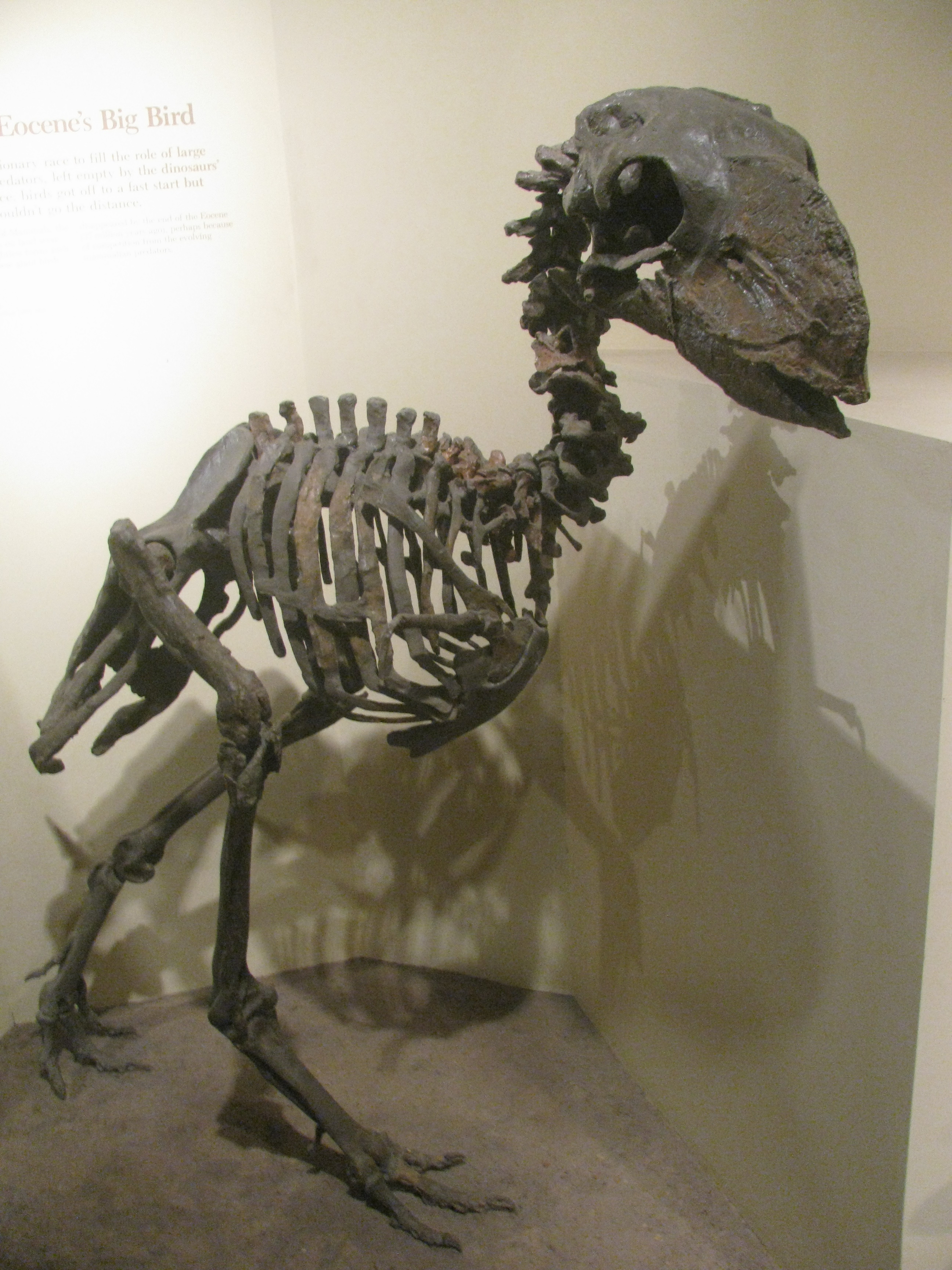
هيكل عظمي مركب للغاستورنيس باحدى المتاحف

الغاستورنيسأو الدرايترايما (الاسم العلمي: Gastornis geiselensis)، طائر عملاق بدائي آكل للحوم (؟) تم اكتشاف أول هيكل عظمي مجزء له في باريس و عاش في غابات العصر الباليوسيني والايوسيني المتأخرة (قبل 55 مليون سنة)

## الإكتشاف
- الفترة : القرن التاسع عشر
- المكتشف: غاستون بلانتي (سمي الطائر الباغستورنيس عليه)
- الموقع : جيستال ,في ألمانيا ( مراجع آخرىفرنسا